# Joshua Gamson
Joshua Gamson (* 16. November 1962 in Ann Arbor, Michigan) ist ein US-amerikanischer Soziologe und Autor.

## Leben
Gamson studierte am Swarthmore College in Pennsylvania und an der University of California in Berkeley. Als Hochschullehrer lehrte er an der Yale University und wechselte danach an die University of San Francisco, wo er Soziologie lehrt. Seine Arbeiten wurden unter anderem in Magazinen wie The Nation, The American Prospect, Newsday, Gender & Society, Journal of the History of Sexuality und Sociological Inquiry veröffentlicht. 2009 erhielt Gamson ein Guggenheim-Stipendium und 1995 den Placek Award von der American Psychological Association. Gamson ist Mitglied des Vorstands des National AIDS Memorial in San Francisco. 
Seine Eltern sind die Soziologen William A. Gamson und Zelda Gamson. Gamson lebt in Oakland, Kalifornien, ist verheiratet und hat zwei Töchter.

## Werke (Auswahl)
- 1994: Claims to Fame: Celebrity in Contemporary America
- 1998: Freaks Talk Back: Tabloid Talk Shows and Sexual Nonconformity
- 2005: The Fabulous Slvester: the Legend, the Music, the 70s in San Francisco
- 2015: Modern Families: Stories of Extraordinary Journeys to Kinship

## Auszeichnungen und Preise (Auswahl)
- 1995: Placek Award von der American Psychological Association[3]
- 2006: Nominierung für den Lambda Literary Award für The Fabulous Slvester: the Legend, the Music, the 70s in San Francisco
- 2006: Stonewall Book Award für The Fabulous Slvester: the Legend, the Music, the 70s in San Francisco